# Фрацци, Вито
Вито Фрацци (итал. Vito Frazzi; 1 августа 1888, Сан-Секондо-Парменсе — 7 июля 1975, Флоренция) — итальянский композитор и музыкальный педагог.
Учился в Пармской консерватории, сперва по классу органа Арнальдо Гальеры, затем по классу композиции (ученик Итало Адзони и Гвидо Альберто Фано). Завершив курс обучения в 1911 году, со следующего года обосновался во Флоренции в качестве преподавателя Флорентийской консерватории: сперва по классу клавира, затем с 1924 года — по классу гармонии, а в 1926—1958 годах — в качестве руководителя класса композиции. Одновременно в 1932—1963 годах вёл курс композиции в Академии Киджи. Среди учеников Фрацци — Луиджи Даллапиккола, Валентино Букки, Бруно Беттинелли. Выступал также как публикатор оперных партитур, от Клаудио Монтеверди до Гаэтано Доницетти, — версии Фрацци считаются излишне осовремененными; кроме того, в редакции Фрацци была в 1965 году восстановлена, впервые после премьеры 1811 года, ранняя опера Джоакино Россини «Странный случай».
Основные сочинения Фрацци — оперы «Король Лир» (1939, по трагедии Шекспира), «Дон Кихот» (1951, по роману Сервантеса) и «Свадьба Камачо» (1955, также по Сервантесу), симфоническая поэма «Смерть Эрменгарды» (итал. La morte di Ermengarda; 1945), Легенда для виолончели с оркестром (1935), фортепианный квинтет (1922). Композитору принадлежит также театральная музыка.
Именем Фрацци назван Центр искусств в городе Скандиччи.